# Baldur’s Gate: Dark Alliance
Baldur’s Gate: Dark Alliance – gra komputerowa będąca połączeniem fabularnej gry akcji i hack and slash. Gra została wyprodukowana przez Snowblind Studios na PlayStation 2 i Xbox, Voltage Software na GameCube oraz Magic Pockets na Game Boy Advance. Wydana została w 2001 przez Black Isle Studios.
Gra miała zostać wydana również na komputer osobisty przez CD Projekt, ale ostatecznie ten projekt został odwołany.
Akcja gry ma miejsce w Zapomnianych Krainach. Składa się z trzech aktów, każdy rozgrywający się w innym miejscu.
Rozgrywka jest pierwszą opartą na trzeciej edycji zasad Dungeons & Dragons. Jest to również pierwsza gra z serii wydana na konsole.